# Wzrok
Wzrok, zmysł wzroku – zdolność do odbierania bodźców wywołanych przez pewien zakres promieniowania elektromagnetycznego (u człowieka ta część widma nazywa się światłem widzialnym) ze środowiska oraz ogół czynności związanych z analizą tych bodźców, czyli widzeniem. Jest najważniejszym zmysłem człowieka, dostarczającym większość informacji z otoczenia.

## Ewolucja narządu wzroku

Główne etapy ewolucja oka kręgowców

Reakcje na światło (zob. fototaksja) są obserwowane w przypadku organizmów jednokomórkowych, co jest związane z obecnością plamek ocznych. Uważa się, że ich skupiska (zob. przyoczka) występowały powszechnie wśród organizmów wielokomórkowych w okresie poprzedzającym kambr; współcześnie z tego sposobu wykrywania światła i jego kierunku korzystają np. meduzy i płazińce. Pierwszymi organizmami, dysponującymi okiem jako narządem wzroku, były prawdopodobnie trylobity z wczesnego kambru. Miały one oczy złożone, umożliwiające powstawanie obrazu mozaikowego. Dalsza ewolucja oka doprowadziła do powstania różnych jego rodzajów, spełniających swoje funkcje w zróżnicowanych warunkach życia gatunków.

## Funkcje
Na widzenie składa się:
- rozróżnianie światła od ciemności – do realizacji tej funkcji wystarczy pojedynczy fotoreceptor. Jeśli receptorów jest więcej można mówić o powierzchni wzrokowej[6]
- ocena kierunku padania światła – ta funkcja realizowana jest w najprostszym przypadku przez oczy kubkowe lub oczy pęcherzykowe
- rozpoznawanie kształtów – możliwe za sprawą pręcików
- rozróżnianie barw – za sprawą czopków. Liczba rozpoznawanych barw zależy od liczby rodzajów tych receptorów. U człowieka zwykle występują trzy, lecz w wyniku zaburzeń może ich być mniej (ślepota barw) bądź więcej (u kobiety opisano występowanie czterech rodzajów czopków.)[7][8]
- ocenianie odległości położenia obiektów od oka – widzenie stereoskopowe
- rozpoznawanie polaryzacji liniowej światła – rozwinięte u niektórych zwierząt, ludzkie oko może ją rozpoznać dzięki zjawisku figury Haidingera

## Działanie
Widzenie umożliwiają fotoreceptory zlokalizowane w wyspecjalizowanych narządach (oko). Towarzyszą im dodatkowe struktury usprawniające percepcję i chroniące właściwy narząd wzroku (aparat ochronny: brwi, powieki, rzęsy i narząd łzowy). Następnie bodziec jest przekazywany do dalszych obszarów układu nerwowego, gdzie jest analizowany. U organizmów wyższych mówi się o drodze wzrokowej przekazującej informacje do kory wzrokowej. Obraz na siatkówkę oka pada do góry nogami i dopiero w mózgu następuje jego odwrócenie.
Tak naprawdę nie widzimy w czasie rzeczywistym, tylko z lekkim opóźnieniem, co skutkuje tzw. bezwładnością wzroku. Dzięki temu mamy wrażenie ciągłości ruchu wielu nieruchomych obrazów (np. filmowych).
Oko jest stale nawilżane i oczyszczane podczas mrugania. Noworodki mrugają 1-4 razy na minutę. Liczba ta zwiększa się około 6. miesiąca życia, a ok. 15 roku życia osiąga ostatecznie poziom 15-20 razy na minutę (choć ta częstotliwość zależy też od warunków).

Przykładowa tablica Snellena służąca do badania ostrości wzroku

Jedna z częstych wad wzroku - zaćma - na oku człowieka

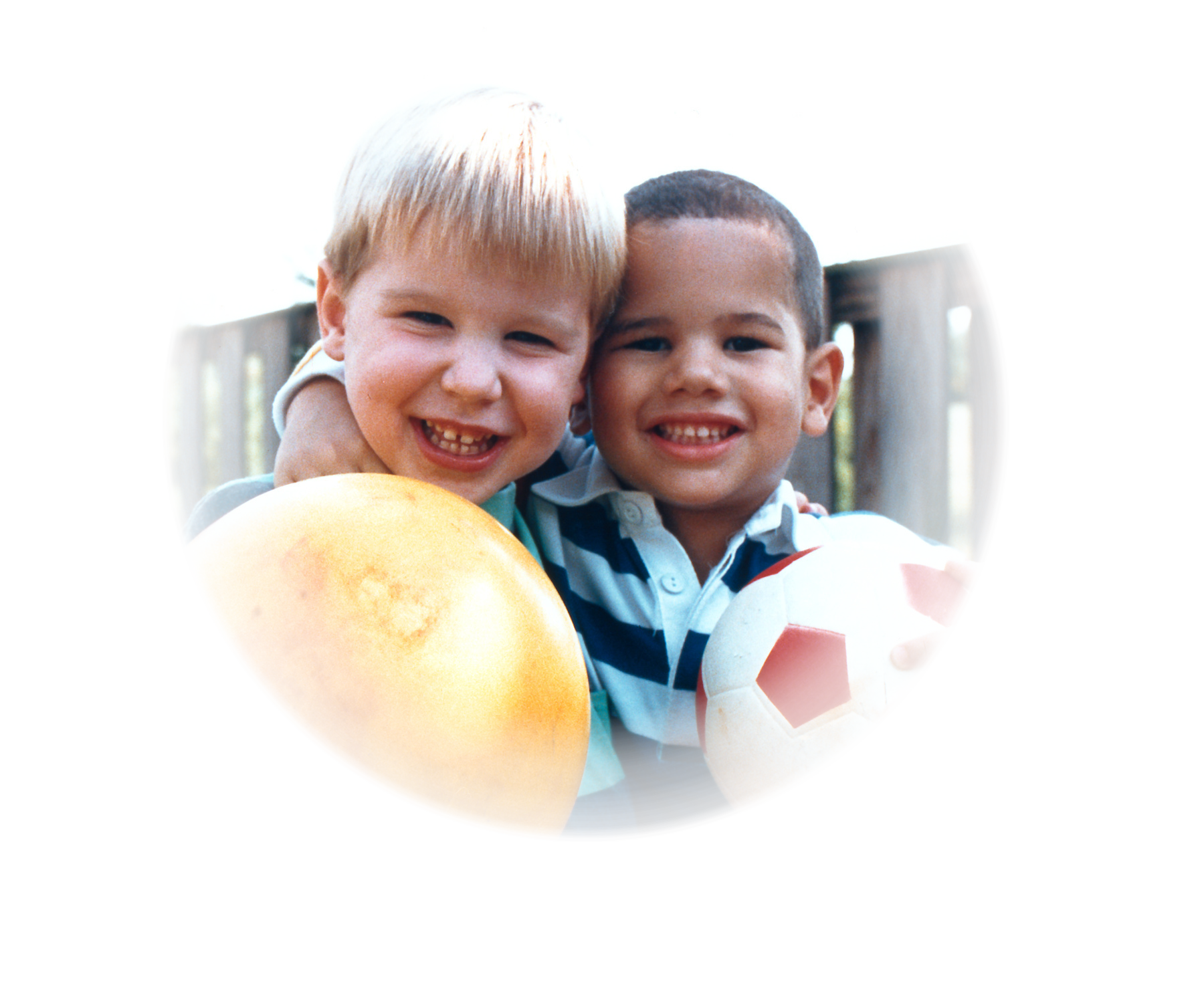
Symulacja obrazu widzianego przez osobę z jaskrą

### Wady wzroku
- krótkowzroczność
- nadwzroczność
- starczowzroczność
- astygmatyzm
- ślepota barw
- zez
- zaćma
- jaskra
- ślepota

## Wzrok u zwierząt
Niektóre zwierzęta mają zdolność widzenia takiego spektrum fali elektromagnetycznej, które nie jest widoczne dla człowieka. Obecność Cyp27c1 (enzymu z grupy cytochromu P450), który wzmacnia zdolność widzenia światła podczerwonego, potwierdzono u niektórych ryb i płazów.